# شامپولیون (دهانه)
شامپولیون یک دهانه برخوردی در ماه‌ است.

## دهانه‌های اقماری
این دهانه ۴ دهانه اقماری دارد.
| Champollion | عرض جغرافیایی | طول جغرافیایی | قطر          |
| ----------- | ------------- | ------------- | ------------ |
| A           | ۴۱.۱° N       | ۱۷۷.۱° E      | ۲۷.۰ کیلومتر |
| Y           | ۴۰.۸° N       | ۱۷۴.۷° E      | ۲۲.۰ کیلومتر |
| K           | ۳۶.۵° N       | ۱۷۶.۴° E      | ۲۲.۰ کیلومتر |
| F           | ۳۷.۳° N       | ۱۷۷.۸° E      | ۲۱.۰ کیلومتر |